# My Blood
My Blood – szósty album duńskiego thrashmetalowego zespołu Artillery. Album został wydany 1 kwietnia 2011 roku. Nagrania dotarły do 21. miejsca zestawienia Top 100 ZPAV.

## Lista utworów
1. „Mi Sangre (The Blood Song)” – 7:33
2. „Monster” – 4:56
3. „Dark Days” – 5:12
4. „Death Is An Illusion” – 5:16
5. „Aint Giving In” – 4:54
6. „Prelude to Madness” – 1:06
7. „Thrasher” – 3:37
8. „Warrior Blood” – 5:10
9. „Concealed in the Dark” – 4:59
10. „End of Eternity” - 5:43
11. „The Great” - 5:04

## Utwory bonusowe
1. „Show Your Hate 2011” – 5:03
2. „Eternal War 2011” – 5:21